# Tchatkalophantes
Tchatkalophantes là một chi nhện trong họ Linyphiidae.